# Pia Kauma
Pia Liisa Kauma (ur. 20 października 1966 w Joensuu) – fińska polityk i ekonomistka, posłanka do Eduskunty.

## Życiorys
W 1985 zdała egzamin maturalny w szkole średniej w Joensuu. W 1990 ukończyła studia ekonomiczne w Helsińskiej Wyższej Szkole Handlu. Pracowała w bankowości, księgowości, jako koordynatorka projektów, dziennikarka Yleisradio i menedżer. Zaangażowała się w działalność Partii Koalicji Narodowej. W wyborach w 2011 z ramienia tego ugrupowania uzyskała mandat posłanki z okręgu wyborczego Uusimaa. W 2015 nie utrzymała mandatu, powróciła jednak do Eduskunty w 2017, zastępując w niej Alexandra Stubba. Do fińskiego parlamentu była wybierana także w 2019 i 2023.